# Michel Flanzy
Michel Flanzy (né le 20 février 1902 à Escouloubre et décédé à Narbonne, le 24 août 1992) est un œnologue français, l'un des pionniers de l'œnologie moderne.

## Biographie
Après des études à la Faculté de Toulouse, il a dirigé la « Station de recherche œnologique »  de l'I.N.R.A. à Narbonne, pendant plus d'un demi-siècle. Ce fut là qu'il put réaliser ses premiers essais sur la macération carbonique, technique qui a révolutionné la vinification de certains vins dont ceux du Beaujolais.
Cette nouvelle technique a été appliquée tout d'abord dans le beaujolais et dans les côtes-du-rhône méridionales.
Il a été membre de l'Académie d'agriculture de France.

## Œuvres
- Claude Flanzy, Michel Flanzy et Pierre Benard, La vinification par macération carbonique, Éd. INRA, Paris, 1987